# 江戸川じゅん兵
江戸川 じゅん兵（えどがわ じゅんぺい、1979年1月8日 - ）は、日本の俳優・ダンサー・振付師。兵庫県豊岡市出身。A.L.C.Atlantis（2023年8月31日廃業）所属。

## 略歴
- 千葉大学教育学部卒業。
- 2005年、演劇作品『極上の韻』においてサンモールスタジオ年間最優秀男優賞受賞。
- 2014年、江戸川卍丸から江戸川萬時に改名[2]。
- 2016年3月1日、夢工房からA.L.C.Atlantisに移籍。
- 2019年1月8日、江戸川萬時から江戸川じゅん兵に改名。

## 人物
大学在学中に劇団上田を旗揚し、また、まことクラヴの立ち上げより参加。2005年パルテノン多摩小劇場フェスにて、フォトジェニック賞受賞。好きな食べ物は苺とソーセージ。好きな店は東京靴流通センター。

## 出演

### 舞台
- 劇団上田の全ての作品（1999年〜2011年）
- 江戸川卍丸一人芝居「肉体関係」（2006年/pit北/区域  作・演出/地獄谷三番地）
- 劇団鹿殺し「殺 ROCK ME !」（2007年/全労済ホール・スペースゼロ 作/丸尾丸一郎 演出/菜月チョビ）
- デジタルハリウッド 「ロストデイズ」（2008年/赤坂RED THEATRE 演出/毛利亘宏）
- 三条会「真夏の夜の夢」（2008年/千葉公園野外特設ステージ 演出/関美能留）
- ルドビコ「義経-紫鬼王編-」（2008年/草月ホール 作/桜木さやか 演出/佐山泰三）
- 花組芝居「夜叉ケ池」（2009年/青山円形劇場 演出/加納幸和）
- くろいぬパレード「春よ、来ない。」（2009年/中野ザ・ポケット 作・演出/イケタニマサオ）
- Kitty-Guys「ビリガキ」（2009年/荻窪メガバックスシアター 作・演出/三浦香）
- アトリエダンカン「音楽劇トリツカレ男」（2009年/天王洲銀河劇場・他 演出/土田英生）
- 三条会「S高原から」（2010年/ 下北沢ザ・スズナリ 作/平田オリザ 演出/関美能留）
- リリパットアーミーII「音楽の時間」（2011年/下北沢ザ・スズナリ・他 作・演出/わかぎゑふ）
- おおのの♪「東京モダンガールズ」（2011年/シアター711 作/吉田麻起子 演出/大野裕明）
- キティフィルム「ソラオの世界」（2011年/前進座劇場 作・演出/西田シャトナー）
- マキアージュ「あしたのイエス」（2011年/下北沢OFF・OFFシアター 作/吉田麻起子 演出/小池竹見）
- ミュージカル 薄桜鬼-斎藤一篇-（2012年/サンシャイン劇場 脚本・演出/毛利亘宏）
- メディア芸術クリエイター育成支援事業「餅つき」（2013年/東京ミッドタウン 作・演出/樫田壮一）
- ミュージカル 100万回生きたねこ（2013年/ 東京芸術劇場プレイハウス・他 演出/インバル・ピント&アブシャロム・ポラック）
- ミュージカル 薄桜鬼-沖田総司篇-（2013年/サンシャイン劇場 脚本・演出/毛利亘宏）
- 劇団ハイリンド「ヴェローナの二紳士」（2013年/吉祥寺シアター 演出/西沢栄治 翻訳/松岡和子）
- ミュージカル 薄桜鬼-土方歳三篇-（2013年/日本青年館 脚本・演出/毛利亘宏）
- 玉造小劇店「洋服解体新書」（2014年/座・高円寺1・他 作・演出/わかぎゑふ）
- ミュージカル 薄桜鬼-風間千景篇-（2014年/シアター1010・他 脚本・演出/毛利亘宏）
- カッコーの巣の上で（2014年/東京芸術劇場プレイハウス・他 上演台本・演出/河原雅彦）
- 玉造小劇店「おもてなし」（2014年/下北沢ザ・スズナリ・他 作・演出/わかぎゑふ）
- デュ社「ふたつの太陽」（2014年/吉祥寺シアター 構成・演出/向雲太郎）
- ミュージカル 薄桜鬼-藤堂平助篇-（2015年/ブルーシアター六本木・他 脚本・演出/毛利亘宏）
- ミュージカル 薄桜鬼-黎明録-（2015年/AiiA 2.5 Theatre Tokyo・他 脚本・演出/毛利亘宏）
- ミュージカル 100万回生きたねこ（2015年/ 東京芸術劇場プレイハウス・他 演出/インバル・ピント&アブシャロム・ポラック）
- toRmansion「注文の多い料理店」（2022年8月、三軒茶屋・シアタートラム）

### 映画
- うさぎドロップ（2011年 SABU監督）
- 地獄でなぜ悪い（2013年9月 園子温監督）
- 永遠の0（2013年12月 山崎貴監督）
- るろうに剣心 -京都大火編-（2014年8月 大友啓史監督）
- るろうに剣心 -伝説の最期編-（2014年9月13日 大友啓史監督）
- 少女は異世界で戦った（2014年9月27日 金子修介監督）
- マザー（2014年9月27日 楳図かずお監督）
- 新宿スワン（2015年5月 園子温監督）
- ラヴ&ピース（2015年6月 園子温監督）
- 仁義なき幕末 -龍馬死闘篇-（2023年3月25日公開、東映ビデオ） - 佐々木只三郎

### テレビドラマ
- ジョシデカ!-女子刑事-（2007年）
- 相棒ten18話（2012年 近藤俊明監督）
- フジバラナイト「オトナグリム」（2014年 三木康一郎監督）
- でも、結婚したいっ！〜BL漫画家のこじらせ婚活記〜（2017年4月4日、フジテレビ）

### Vシネマ
- 首領の道8,9,10,11,12,13,14,完結編（2013年 - 2015年 オールインエンタテインメント） - 三代目連城組 川上(恭次のボディーガード、元・自衛隊員)
- 極道の紋章 完結編（2013年 オールインエンタテインメント）- 福島 本橋組組員
- 除籍 血濡れの怪文書（2014年 オールインエンタテインメント） - 四代目七徳会 会長付 田尾
- 極道の紋章 外伝2（2014年 オールインエンタテインメント）- 川谷組津浪組組員 カジモト
- 西日本最大の抗争（2014年 オールインエンタテインメント） - 中西組組員 オオタ
- 三代目代行2（2014年） - 林葉組水町組組員
- 日本統一13（2015年 オールインエンタテインメント） - 六代目菖蒲川一家組員

### CM
- フロムエー -表現者編-(2003年)[3]
- カゴメ野菜生活soft(2004年)[4]
- レオパレス21(2007年)
- NEXONテイルズウィーバー(2009年)
- すき家 -おいしい330円編-(2009年)
- ダイワハウス-HERO編-(2009年)
- スシロー -冬のかに祭編-　(2009年)
- Yahoo!ショッピング-もっともっと祭編-(2010年)
- ダイワハウス -ヒロイン編-(2010年)
- ダイワハウス -ダイワマンの恋編-(2011年)
- 日清つけめんの達人　ナレーション(2014年)
- 長府製作所(2014年)
- ルートインホテルズ(2015年、2018年[5])

### ミュージッククリップ
- テイ・トウワ「Milky Way」(2005年 監督/CAVIAR)